# Parlamentswahl in Lesotho 2022
Die Parlamentswahl in Lesotho 2022 fand am 7. Oktober statt. Gewählt wurden alle 120 Mitglieder der Nationalversammlung des Königreichs Lesotho.

## Ergebnis
- SR: 2
- PFD: 1
- BAP: 6
- LCD: 3
- DC: 29
- AD: 5
- HOPE: 1
- MEC: 4
- RFP: 57
- ABC: 8
- NIP: 1
- MPS: 1
- BCM: 1
- BNP: 1

| Listen | Listen                                   | Stimmen   | Stimmen | Mandate         | Mandate         | Mandate        | Mandate |
| Listen | Listen                                   | Anzahl    | %       | Direkt- Mandate | Listen- Mandate | Gesamt Mandate | +/-     |
| --- | ---------------------------------------- | --------- | ------- | --------------- | --------------- | -------------- | ------- |
| | Revolution for Prosperity (RFP)          | 198.654   | 38,6    | 57              | –               | 57             | neu     |
| | Democratic Congress (DC)                 | 127.643   | 24,8    | 18              | 11              | 29             | −1      |
| | All Basotho Convention (ABC)             | 37.288    | 7,3     | –               | 8               | 8              | −40     |
| | Basotho Action Party (BAP)               | 28.780    | 5,6     | –               | 6               | 6              | neu     |
| | Alliance of Democrats (AD)               | 20.785    | 4,0     | 2               | 3               | 5              | −4      |
| | Movement for Economic Change (MEC)       | 17.144    | 3,3     | 1               | 3               | 4              | −2      |
| | Lesotho Congress for Democracy (LCD)     | 12.074    | 2,3     | –               | 3               | 3              | −8      |
| | Socialist Revolutionaries (SR)           | 10.681    | 2,1     | 1               | 1               | 2              | neu     |
| | Basotho National Party (BNP)             | 7.302     | 1,4     | –               | 1               | 1              | −4      |
| | Popular Front for Democracy (PFD)        | 4.618     | 0,9     | –               | 1               | 1              | −2      |
| | Mpulule Political Summit (MPS)           | 4.471     | 0,9     | –               | 1               | 1              | neu     |
| | Basotho Covenant Movement (BCM)          | 4.097     | 0,8     | –               | 1               | 1              | neu     |
| | HOPE – Mphatlalatsane (HOPE)             | 3.712     | 0,7     | –               | 1               | 1              | neu     |
| | National Independent Party (NIP)         | 3.699     | 0,7     | 1               | –               | 1              | ±0      |
| | Basotho Patriotic Party (BPP)            | 3.185     | 0,6     | –               | –               | –              | neu     |
| | United for Change (UC)                   | 2.876     | 0,6     | –               | –               | –              | neu     |
| | Lesotho People’s Congress (LPC)          | 2.068     | 0,4     | –               | –               | –              | ±0      |
| | Alliance for Free Movement (AFM)         | 1.989     | 0,4     | –               | –               | –              | neu     |
| | Basutoland Congress Party (BCP)          | 1.907     | 0,4     | –               | –               | –              | −1      |
| | Reformed Congress of Lesotho (RCL)       | 1.794     | 0,3     | –               | –               | –              | −1      |
| | Marematlou Freedom Party (MFP)           | 1.735     | 0,3     | –               | –               | –              | −1      |
| | Basotho Liberation Movement (BLM)        | 1.525     | 0,3     | –               | –               | –              | neu     |
| | Basotho Democratic Congress (BDC)        | 1.166     | 0,2     | –               | –               | –              | neu     |
| | Basotho Democratic National Party (BDNP) | 1.160     | 0,2     | –               | –               | –              | ±0      |
| | Sonstige                                 | 12.263    | 2,4     | –               | –               | –              | ±0      |
| | Unabhängige                              | 1.520     | 0,3     | –               | –               | –              | ±0      |
| Gesamt | Gesamt                                   | 514.136   | 100     | 80              | 40              | 120            | –       |
| |                                          |           |         |                 |                 |                |         |
| Ungültige Stimmen | Ungültige Stimmen                        | 6.594     | 1,3     |                 |                 |                |         |
| Wähler | Wähler                                   | 520.730   | 37,5    |                 |                 |                |         |
| Wahlberechtigte | Wahlberechtigte                          | 1.388.107 |         |                 |                 |                |         |
| |                                          |           |         |                 |                 |                |         |
| Quellen: Independent Electoral Commission, nach Wahlkreisen – Insgesamt (ohne Unabh.; WK No. 32: vorläufiges Ergebnis) |                                          |           |         |                 |                 |                |         |

## Ergebnis nach Distrikt
| Distrikt / Wahlkreise            | Listen (Stimmen) | Listen (Stimmen) | Listen (Stimmen) | Listen (Stimmen) | Listen (Stimmen) | Listen (Stimmen) | Listen (Stimmen) | Listen (Stimmen) | Listen (Stimmen) | Listen (Stimmen) | Gültige Stimmen | Wähler  | Wahl- berechtigte |
| Distrikt / Wahlkreise            | RFP              | DC               | ABC              | BAP              | AD               | MEC              | LCD              | SR               | BNP              | Sonstige         | Gültige Stimmen | Wähler  | Wahl- berechtigte |
| -------------------------------- | ---------------- | ---------------- | ---------------- | ---------------- | ---------------- | ---------------- | ---------------- | ---------------- | ---------------- | ---------------- | --------------- | ------- | ----------------- |
| 01 – Butha-Buthe (No. 01 – 05)   | 8.956            | 7.775            | 2.440            | 938              | 692              | 1.930            | 354              | 2.997            | 362              | 3.121            | 29.565          | 29.962  | 83.466            |
| 02 – Leribe (No. 06 – 18)        | 34.747           | 14.064           | 5.647            | 4.363            | 5.505            | 2.774            | 4.914            | 1.679            | 1.287            | 9.817            | 84.797          | 85.918  | 238.966           |
| 03 – Berea (No. 19 – 29)         | 28.588           | 13.044           | 5.489            | 7.389            | 4.884            | 2.309            | 1.254            | 696              | 1.100            | 8.551            | 73.304          | 74.248  | 186.502           |
| 04 – Maseru (No. 30 – 51)        | 56.737           | 29.711           | 13.923           | 9.742            | 4.517            | 1.969            | 2.577            | 1.135            | 1.698            | 12.696           | 134.705         | 136.001 | 361.054           |
| 05 – Mafeteng (No. 52 – 58)      | 15.300           | 14.700           | 3.339            | 1.590            | 1.823            | 3.711            | 531              | 1.708            | 566              | 5.324            | 48.592          | 49.270  | 133.111           |
| 06 – Mohale’s Hoek (No. 59 – 64) | 14.512           | 14.791           | 2.817            | 1.044            | 2.068            | 2.007            | 407              | 248              | 308              | 3.152            | 41.354          | 41.860  | 115.846           |
| 07 – Quthing (No. 65 – 68)       | 8.480            | 8.470            | 1.070            | 404              | 609              | 280              | 599              | 155              | 771              | 3.467            | 24.305          | 24.716  | 68.899            |
| 08 – Qacha’s Nek (No. 69 – 71)   | 4.676            | 9.263            | 654              | 229              | 42               | 474              | 146              | 127              | 265              | 1.211            | 17.087          | 17.265  | 49.081            |
| 09 – Thaba-Tseka (No. 72 – 76)   | 17.022           | 8.089            | 1.199            | 1.099            | 181              | 412              | 364              | 1.162            | 608              | 3.588            | 33.724          | 34.382  | 85.435            |
| 10 – Mokhotlong (No. 77 – 80)    | 9.636            | 7.736            | 710              | 1.982            | 464              | 1.278            | 928              | 774              | 337              | 2.858            | 26.703          | 27.108  | 65.747            |